# ويتووترسراند

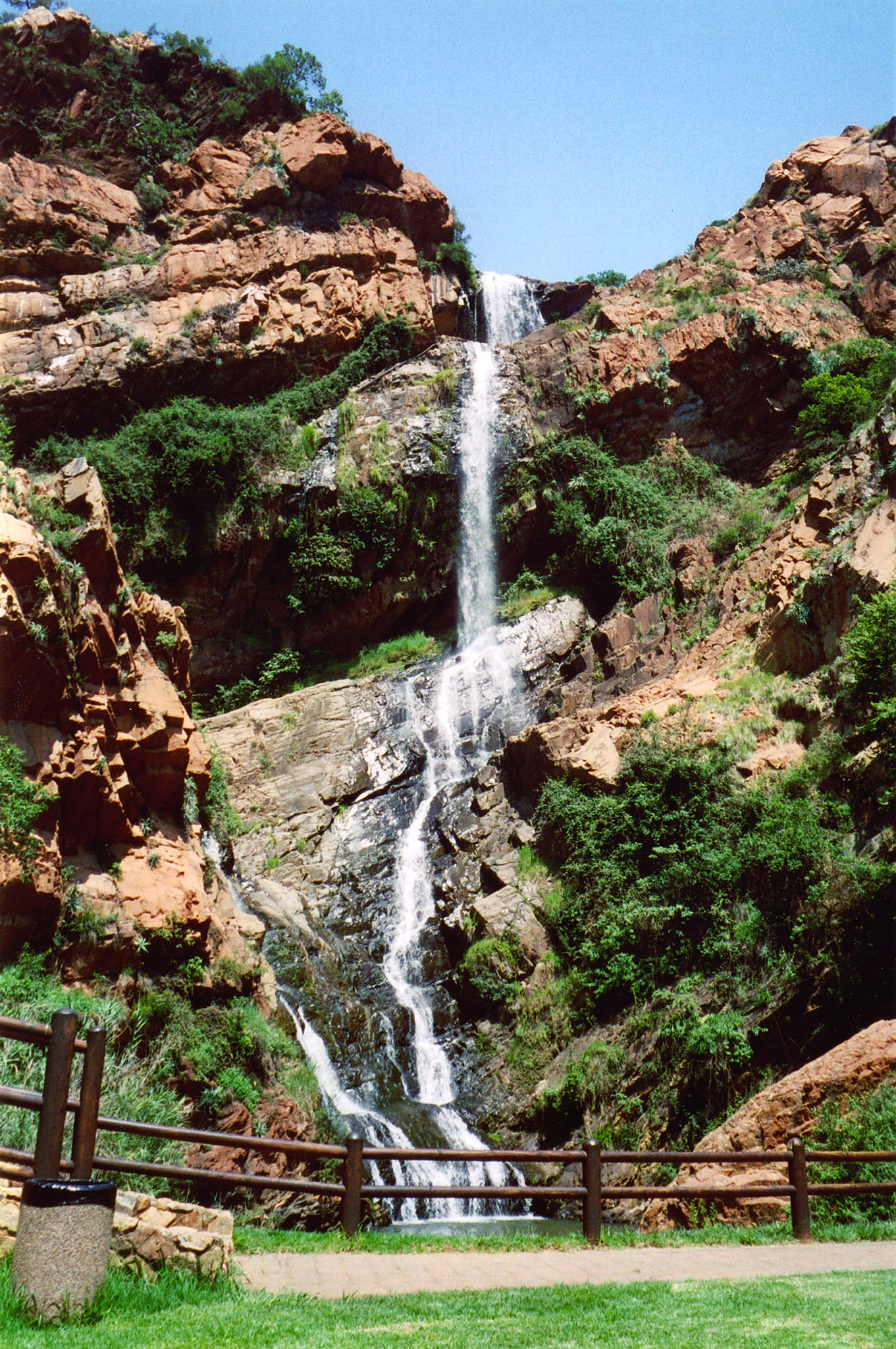
شلال ماء في حوض ويتووترسراند

ويتووترسراند (باللغة الأفريقانية Witwatersrand) ويسمى اختصاراً راند هو منحدر طوله 56 كم يقع في جنوب أفريقيا. يتكون المنحدر من صخور الكوارتزيت المتحولة الصلبة والمقاومة للتآكل، وتمر عبره العديد من الأنهار، ومن هنا أتت التسمية في اللغة الأفريقانية وذلك بمعنى «أخدود المياه البيضاء».
تمثل هضبة ويتووترسراند فاصل قاري Continental divide، إذ أن الأنهار باتجاه الشمال تصب في المحيط الهندي مثل نهر ليمبوبو وفروعه، أما الأنهار باتجاه الجنوب تصب في المحيط الأطلسي مثل نهر فال Vaal River الذي يصب في نهر أورانج ومنه إلى المحيط الأطلسي.
يعد حوض ويتووترسراند من أشهر المناطق في جنوب أفريقيا لغناه بخامات الذهب.